# مونته‌ویاله
مونته‌ویاله (به ایتالیایی: Monteviale) یک کومونه در ایتالیا است که در استان ویچنزا واقع شده‌است. مونته‌ویاله ۸ کیلومترمربع مساحت و ۲٬۱۹۷ نفر جمعیت دارد.